# Evangeliska träkyrkan i Kežmarok
Evangeliska träkyrkan i Kežmarok är en luthersk träkyrka som ligger i staden Kežmarok i nordöstra Slovakien.

## Kyrkobyggnaden
Ursprungliga kyrkan uppfördes åren 1687-1688. Nuvarande kyrka i barockstil färdigställdes år 1717. Protestanter från norra Europa, däribland Sverige och Danmark, gav ekonomiskt understöd. Eftersom kyrkan byggdes av protestanter måste den ligga utanför stadsmuren. Bara trä fick användas som byggnadsmaterial. Ingen ordentlig grund fick läggas så att kyrkan snabbare skulle förfalla. Enda delen av sten är sakristian från 1593 som från början var ett värdshus.
Orgeln är över 300 år gammal och är en av de största barockorglarna i Slovakien. Altaret från 1700-talet är utfört av Ján Lerch i Kežmarok.

## Bildgalleri

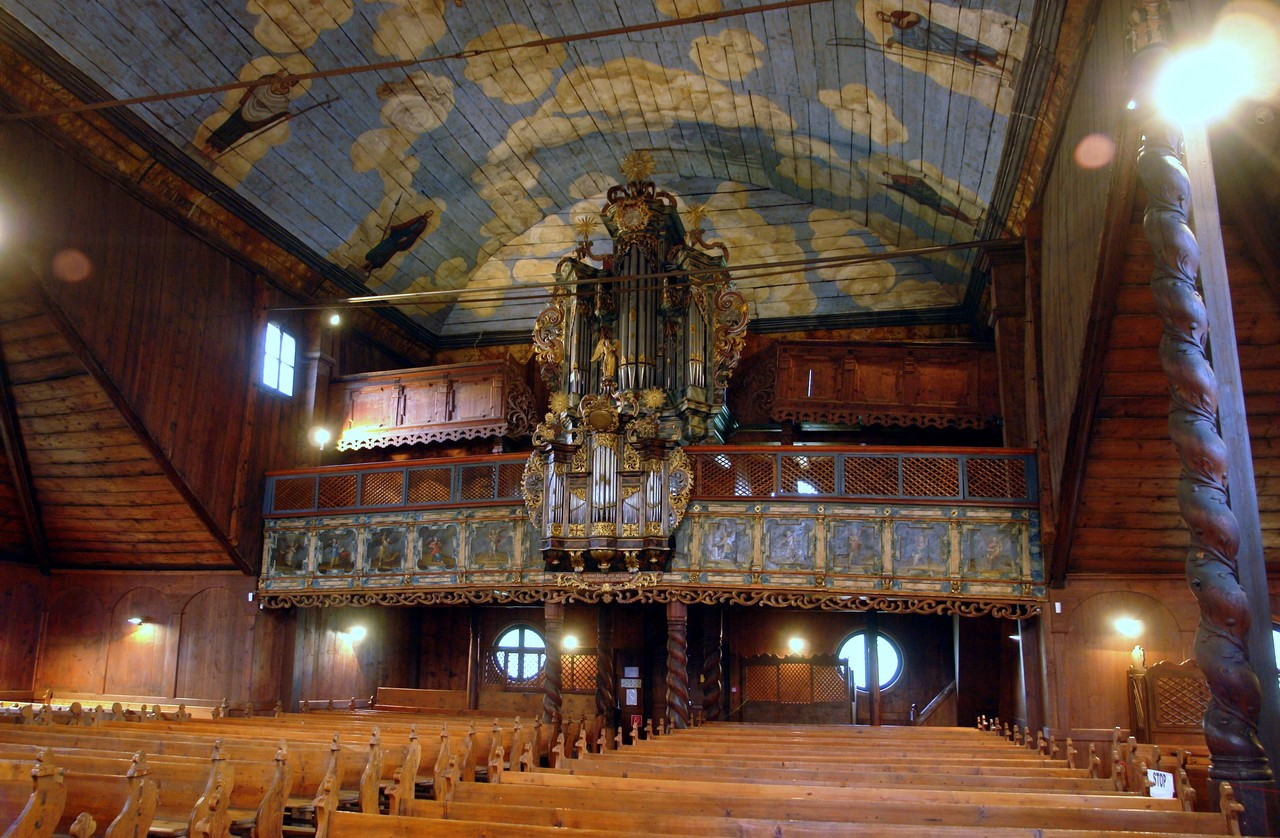
Vy mot orgelläktare
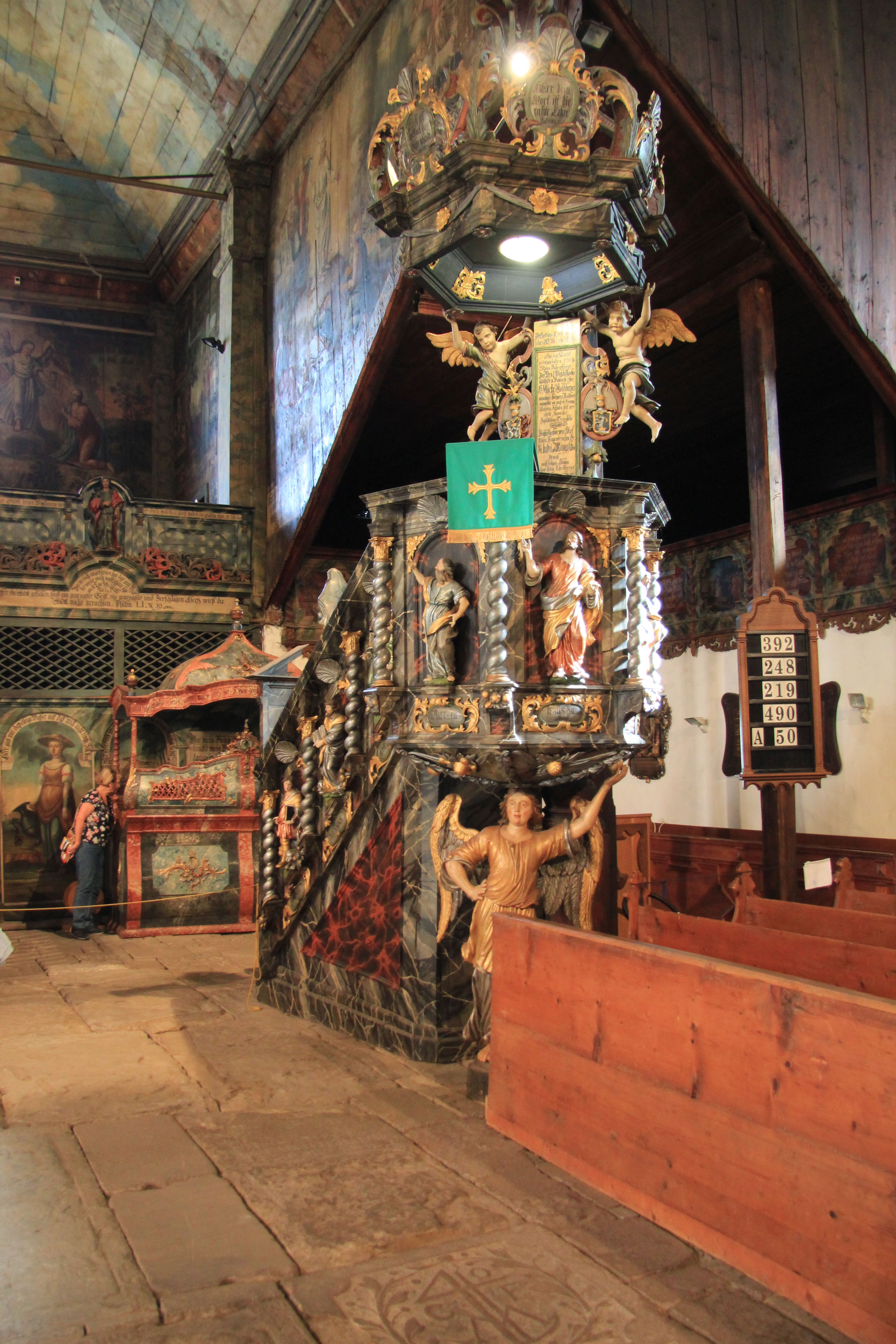
Predikstol
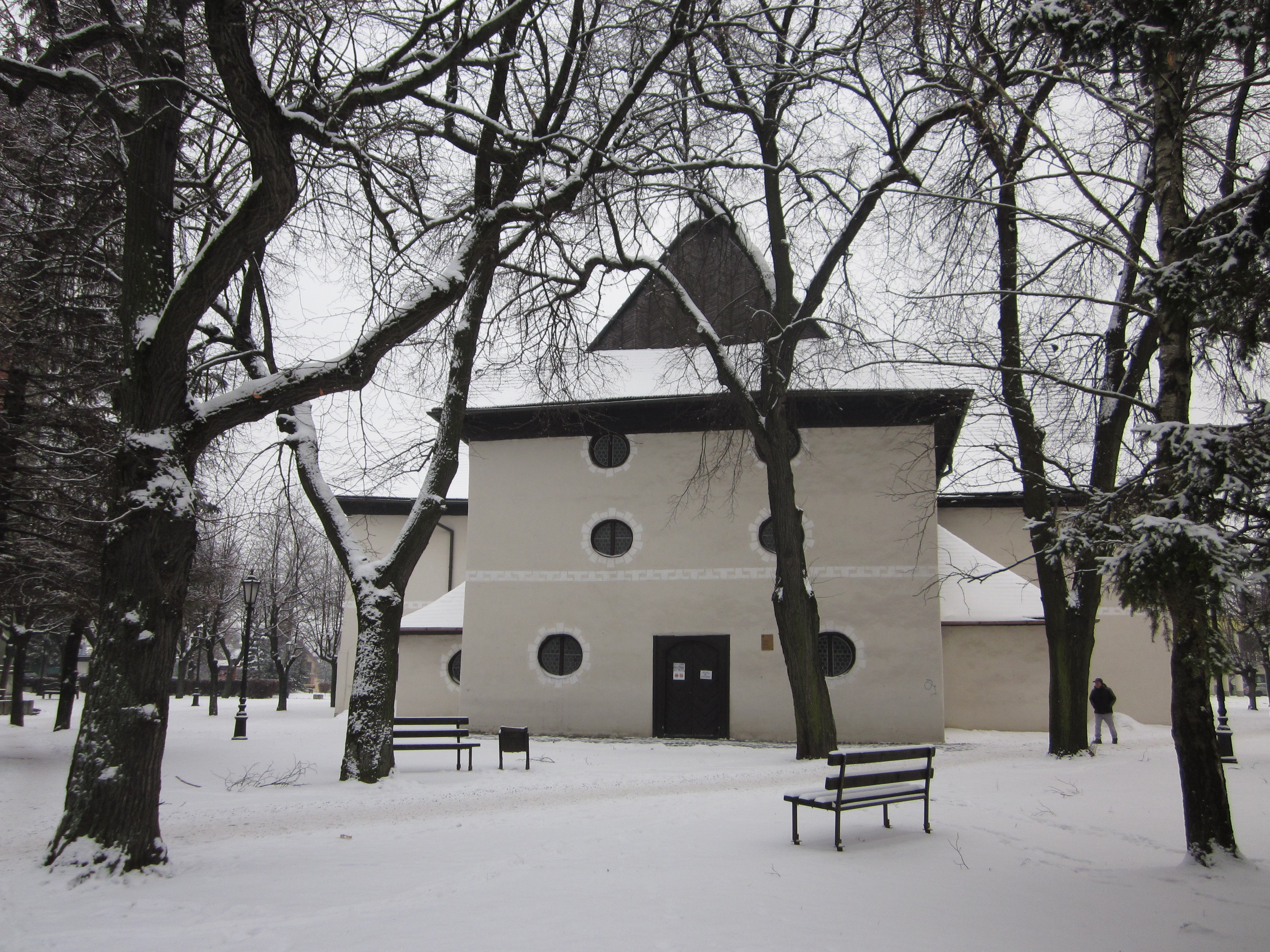
Annan vy på kyrkan